# Źródła (województwo małopolskie)
Źródła – wieś w Polsce położona w województwie małopolskim, w powiecie chrzanowskim, w gminie Alwernia.
W przeszłości wieś należała do klucza lipowieckiego. W latach 1975–1998 miejscowość należała administracyjnie do województwa krakowskiego. Integralne części miejscowości: Źródła Duże, Źródła Małe.